# Cordilura flavovenosa
Cordilura flavovenosa är en tvåvingeart som först beskrevs av Becker 1894.  Cordilura flavovenosa ingår i släktet Cordilura och familjen kolvflugor. Inga underarter finns listade i Catalogue of Life.